# Imortalizované buněčné linie

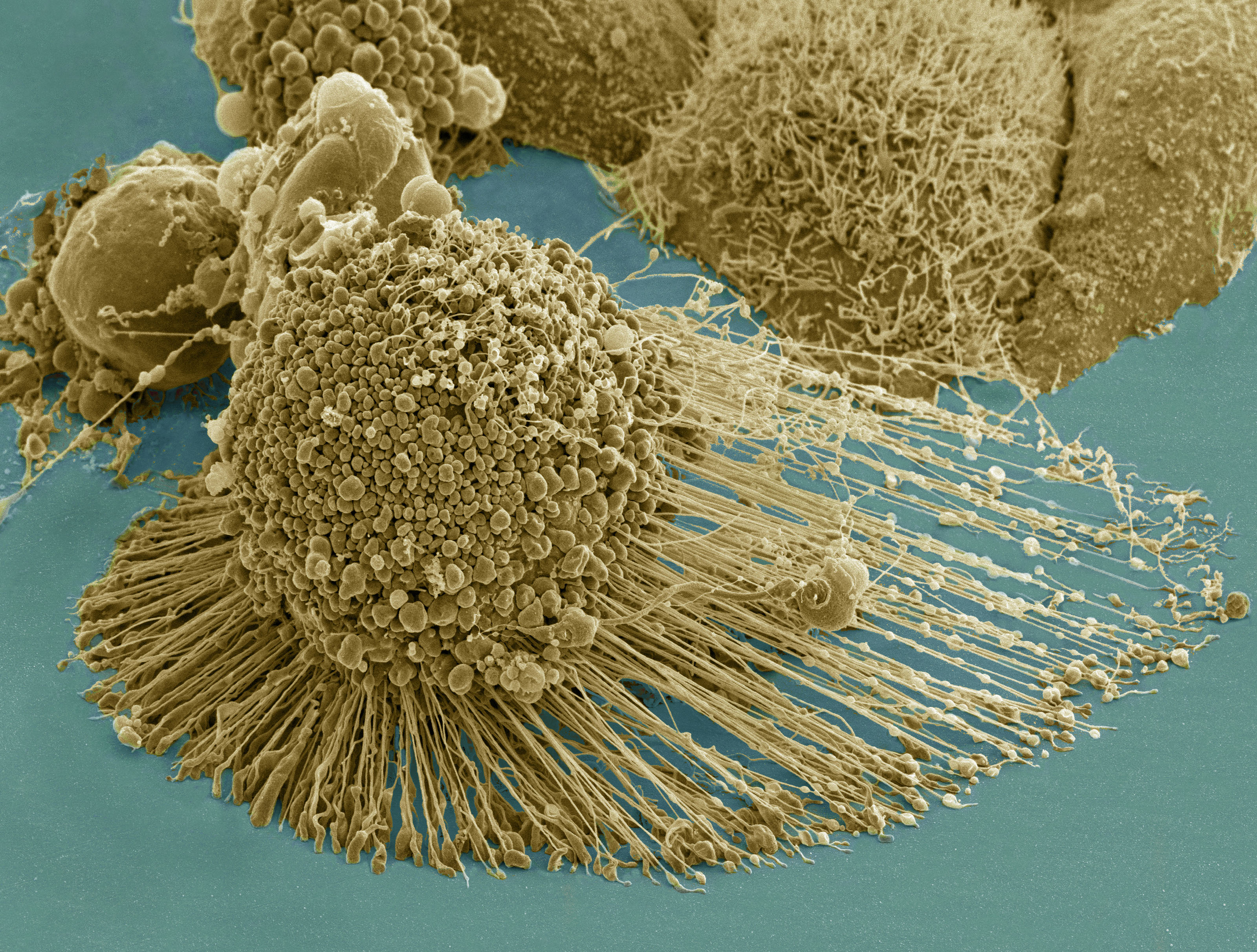
Elektronový snímek buněk HeLa v apoptóze. Zeiss Merlin HR-SEM.

Imortalizované buněčné linie jsou buněčné kultury, které se díky změnám v genetické informaci mohou vyhnout buněčné senescenci, a jsou tedy schopné se dělit neomezeně. Takovéto buňky jsou buď přímo izolované z nádorové tkáně, nebo je schopnost neomezeného dělení navozena transformací. Buňky mohou být transformovány buď spontánní cestou nebo uměle (například pomocí infikování virem nebo chemickým ošetřením). Díky schopnosti neomezeného dělení mohou být tyto buňky kultivovány in vitro po téměř neomezeně dlouhou dobu, v čemž spočívá hlavní výhoda. Naopak jejich nevýhodou je velká odlišnost od původních vlastností in vivo.

## Charakteristika
Imortalizované buněčné linie jsou, jak již bylo zmíněno, schopny nekonečného množství dělení. Oproti většině normálních buněk, které jsou schopny jen určitého počtu dělení, než přejdou do senescentního stavu. Kromě toho také tyto buňky postrádají inhibici kontaktem, jsou nezávislé na uchycení a mohou růst do vyšších hustot i do více vrstev. Zároveň jsou méně závislé na přítomnosti séra v médiu nebo jiných růstových faktorů, a často ztrácejí schopnost diferenciace.

## Způsoby imortalizace
Imortalizace buňky může probíhat buď spontánně nebo je námi indukována, dojde tak pomocí inaktivace tumor-supresorových genů nebo aktivací onkogenů případně jejich vnesením. 
Izolace buněk z rakovinné tkáně, je také jeden za způsobů získávání imortalizovaných buněk, byly tak například získány buňky HeLa. 
Spontánní imortalizaci sledujeme především v případě buněčných linií odvozených od hlodavců. V moměntě kdy primární buňky dosáhnou maximálního počtu dělení, přejde většina buněk do senescence nebo je u nich spuštěna apoptóza. Některé buňky, ale mohou tuto "krizi" překonat, obejít zástavu buněčného cyklu a dosáhnout tak spontánně imortalizace.
Uměle můžeme indukovat imortalizaci několika způsoby:
Vnesením virových genů do buněk. Tyto geny po vnesení blokují inhibici buněčného cyklu, dochází k inhibici transkripce genů p53, p21, a dalších genů regulující buněčný cyklus. Nejčastěji se používá T antigen z opičího viru SV40, protein E1a z adenoviru, proteiny E6 a E7 z lidského papilloma viru (HPV) nebo virus Epstein-Barrové, u kterého se běžně používá k transfekci celý virus. Může být také použit teplotně sensitivní SV40 virus. Velký antigen T tohoto viru je produkován pouze při určité teplotě (permisivní teplota), při této teplotě mají buňky vlastnosti imortalizovaných a mohou se tedy neomezeně dělit. Naopak při zvýšení teploty (nepermisivní teplota) nedochází k produkci T antigenu a buňky se chovají jako normální, mohou se při této teplotě diferencovat a jejich fenotyp je podobný buňkám in vivo, což je výhodné pro různé studie.
Pomocí vnesení genu pro aktivní podjednotku telomerasy (hTERT). V somatických buňkách během dělení dochází s každou replikací DNA ke zkracování jejich koncových částí, které nazýváme telomery. Typicky po 20 až 30 rozděleních buňky jsou již telomery kriticky krátké a buňka vstupuje do senescence. Existuje ale enzym telomerasa, která umí telomery prodlužovat. Skládá se ze 3 podjednotek, část s RNA, katalytická podjednotka (hTERT) a dyskerinu. Podjednotka s RNA je produkována ve všech buňkách, ale katalytická je produkována pouze v rakovinných a fyziologicky pouze v některých typech buněk, zejména pohlavních a zárodečných, které tak mají schopnost neomezeného dělení. Vnesením genu pro katalytickou podjednotku do cílových buněk tak dosáhneme imortalizace. Buňka má ale stále aktivní geny, které inhibují buněčný cyklus, není malignantní a má vlastnosti velmi podobné normálním buňkám.

## Příklady
- HeLa - lidská linie izolovaná pacientky s rakovinou děložního čípku.[7]
- Buňky 3T3 - myší fibroblasty získané spontánní mutací při kultivaci myšího embrya.[8]
- Buňky A549 - lidská linie odvozená od pacienta s rakovinou plic.[9]
- Buňky Jurkat - lidský T-lymfocyt izolovaný od pacienta s leukémií.[10]
- Buňky Vero - opičí ledvinové buňky získané spontánní mutací.[11]
- hFOB 1.19 - lidské osteoblasty imortalizované podmíněně pomocí teplotně senzitivního SV40.[12]
- 184-hTERT - lidské prsní epiteliální buňky imortalizované pomocí hTERT.[13]
- 2BNhTERT - lidské kožní fibroblasty imortalizované pomocí hTERT.[14]